# Zadlog
Zadlog je razloženo naselje v občini Idrija, meji tudi na občino Ajdovščina. Naselje šteje nekaj manj kot 80 hišnih številk (število se iz leta v leto zaradi priseljevanja  povečuje) in leži na nadmorski višini 715 m. Zadlog tvorijo zaselki Plestenice, Bukovška Ravan, Hudi Kot, Mačji Kot, Na Sredi, Podtisov Vrh, Kot in Podkrog. Ti zaselki večinoma ležijo na robovih tipičnega kraškega polja, kjer v osrednjem delu prevladujejo pašniki in travniki. Zadloška planota je dolga približno 4 km in široka 1,5 km. Od sosednjega Črnega Vrha in Idrijskega Loga loči Zadlog nizek gozdnat obod, na južni strani pa je višji rob Trnovskega gozda z vzpetinami Črmanov Vrh (1022m), Špičasti vrh (1128 m), in Špik (1068 m). Najvišji vrh, Špičasti vrh, je priljubljena pohodniška točka. Povsem na vrhu je postavljen popolnoma na novo grajen stolp iz akacijevega lesa, s katerega  se v jasnem vremenu obeta prelep razgled vse od visokogorij do morja. 
Ljudje se večinoma ukvarjajo s kmetijstvom in gozdarstvom, velik del pa jih dnevno migrira  v službe proti Ajdovščini, Idriji ter vse bolj tudi proti centralni Sloveniji. Skoraj 10 %, to je na sedmih domačijah, pa se ljudje ukvarjajo z obrtno dejavnostjo. Tako čiste kmete, kakor tiste, ki kmetujejo ob delu, že nekaj let zaporedoma ogroža ličinka majskega hrošča, ki na določenih parcelah zajeda do te mere, da so ogroženi celotna letna pridelava krme za živino ter seveda tudi drugi pridelki.
Naravne in geografske karakteristike Zadloga so privedle do tega, da je naselje znano tudi po svojih mrzlih zimah. Te naj bi po nizkih temperaturah občasno prekašale tudi tiste hude zime z Babnega polja. Decembra 2009 so na meteorološki postaji v Zadlogu namerili rekordih -32,4 °C, kar Zadlog uvršča v sam vrh mrzlih slovenskih krajev. 
Zadlog je znan tudi po tem, da je po večjih neurjih in hujših zimah pogosto povsem poplavljen. Ob neurjih na bližnjih vrhovih nastajajo posamezni hudourniki, ki z vodo najprej zapolnijo številne vrtače in uvale. Če so neurja hujša prične od tam voda stekati naprej po polju. 
Sosednji kraji vasi Zadlog so: Mala gora, Kovk, Črni Vrh, Idrijski log, Idrijska Bela. V neposrednji bližini je tudi vas Col, od katere pelje pot naprej proti Ajdovščini, ki je od Zadloga oddaljena dobrih dvajset minut vožnje z avtomobilom, podobno oddaljena je tudi Idrija. Zaradi naravne konfiguracije terena in odmaknjenost od prometnega vrveža je Zadlog priljubljena točka za sprehajalce, rolanje, ureja se kolesarska pot, modelarji radi poizkušajo svoje izdelke, v zimskem času pa je to raj za smučarje tekače. Na prej omenjeni Špičasti Vrh je urejena pešpot od koder je lep razgled, od morja do Triglava, pa tja mimo Ljubljane do Kamniških Alp. 
Zadložani imajo svoje društvo Trma, ki skrbi za razvoj vasi in hkrati daje okrilje drugim, manjšim društvom (folklorni skupini, košarkarjem, nogometašem...). Pestrost v Zadlogu zagotavljajo tudi rally dirke, letalski mitingi , športne ter številne druge prireditve.

## Znameniti rojaki
V Zadlogu sta se rodila doktor Frančišek Lampe in znani izdelovalec mozaikov ter Prešernov nagrajenec Marko Ivan Rupnik. Iz Zadloga prihajata tudi pokojni župnik Franc Rupnik in pisec vaške kronike Filip Kosmač.